# Antigona (Mysliveček)
Antigona (títol original en italià, en català Antigona) és una obra dramaticomusical en tres actes composta  per Josef Mysliveček sobre un llibret en italià . Es va estrenar el 26 de desembre de 1773 al Teatro Regio de Torí.